# Município de Taylor Creek (condado de Hardin, Ohio)
O município de Taylor Creek (em inglês: Taylor Creek Township) é um município localizado no condado de Hardin no estado estadounidense de Ohio. No ano de 2010 tinha uma população de 521 habitantes e uma densidade populacional de 7,22 pessoas por km².

## Geografia
O município de Taylor Creek encontra-se localizado nas coordenadas 40° 32′ 59″ N, 83° 40′ 21″ O. Segundo a Departamento do Censo dos Estados Unidos, o município tem uma superfície total de 72.19 km², da qual 72,17 km² correspondem a terra firme e (0,03 %) 0,02 km² é água.

## Demografia
Segundo o censo de 2010, tinha 521 pessoas residindo no município de Taylor Creek. A densidade populacional era de 7,22 hab./km². Dos 521 habitantes, o município de Taylor Creek estava composto pelo 97,12 % brancos, o 0,96 % eram amerindios, o 0,38 % eram asiáticos e o 1,54 % eram de uma mistura de raças. Do total da população o 0,58 % eram hispanos ou latinos de qualquer raça.